# Olympische Jugend-Winterspiele 2020/Teilnehmer (Nordmazedonien)
| Gelbes Symbol für Goldmedaillen mit stilisierten Olympischen Ringen | Graues Symbol für Silbermedaillen mit stilisierten Olympischen Ringen | Braundes Symbol für Bronzemedaillen mit stilisierten Olympischen Ringen |
| ------------------------------------------------------------------- | --------------------------------------------------------------------- | ----------------------------------------------------------------------- |
| —                                                                   | —                                                                     | —                                                                       |

Nordmazedonien nahm an den Olympischen Jugend-Winterspielen 2020 in Lausanne mit fünf Athleten (drei Jungen und zwei Mädchen) in drei Sportarten teil.

## Teilnehmer nach Sportarten

### Biathlon
| Athleten                      | Wettbewerbe          | Zeit        | Fehler       | Rang |
| ----------------------------- | -------------------- | ----------- | ------------ | ---- |
| Jungen                        |                      |             |              |      |
| Darko Krsteski                | 7,5 km Sprint        | 25:16,8 min | 6 (3+3)      | 87   |
| Darko Krsteski                | 12 km Einzel         | 45:29,9 min | 11 (4+2+2+3) | 89   |
| Mädchen                       |                      |             |              |      |
| Ana Zafirovska                | 6 km Sprint          | 28:23,8 min | 5 (2+3)      | 92   |
| Ana Zafirovska                | 10 km Einzel         | 51:11,9 min | 10 (5+2+3+0) | 91   |
| Mixed                         |                      |             |              |      |
| Ana Zafirovska Darko Krsteski | Single Mixed-Staffel | DNF         | DNF          | DNF  |

### Ski Alpin
| Athleten        | Wettbewerbe  | 1. Lauf     | 1. Lauf | 2. Lauf     | 2. Lauf | Gesamt      | Gesamt |
| Athleten        | Wettbewerbe  | Zeit        | Rang    | Zeit        | Rang    | Zeit        | Rang   |
| --------------- | ------------ | ----------- | ------- | ----------- | ------- | ----------- | ------ |
| Jungen          |              |             |         |             |         |             |        |
| Mirko Lazareski | Riesenslalom | 1:12,73 min | 44      | 1:11,63 min | 40      | 2:24,36 min | 41     |
| Mirko Lazareski | Slalom       | 43,01 s     | 40      | 45,20 s     | 29      | 1:28,21 min | 32     |
| Mirko Lazareski | Super-G      | –           | –       | –           | –       | 1:03,43 min | 56     |
| Mirko Lazareski | Kombination  | 1:03,43 min | 56      | 40,58 s     | 36      | 1:44,01 min | 36     |

### Skilanglauf
| Athleten          | Wettbewerbe     | Qualifikation | Qualifikation | Viertelfinale | Viertelfinale | Halbfinale    | Halbfinale    | Finale        | Finale        | Rang |
| Athleten          | Wettbewerbe     | Zeit          | Rang          | Zeit          | Rang          | Zeit          | Rang          | Zeit          | Rang          | Rang |
| ----------------- | --------------- | ------------- | ------------- | ------------- | ------------- | ------------- | ------------- | ------------- | ------------- | ---- |
| Jungen            |                 |               |               |               |               |               |               |               |               |      |
| Andonaki Kostoski | Sprint Freistil | 4:10,44 min   | 77            | ausgeschieden | ausgeschieden | ausgeschieden | ausgeschieden | ausgeschieden | ausgeschieden | 77   |
| Andonaki Kostoski | Langlauf-Cross  | 6:16,43 min   | 84            | ausgeschieden | ausgeschieden | ausgeschieden | ausgeschieden | ausgeschieden | ausgeschieden | 84   |
| Mädchen           |                 |               |               |               |               |               |               |               |               |      |
| Mihaela Danoska   | Sprint Freistil | 3:47,60 min   | 78            | ausgeschieden | ausgeschieden | ausgeschieden | ausgeschieden | ausgeschieden | ausgeschieden | 78   |
| Mihaela Danoska   | Langlauf-Cross  | 6:59,52 min   | 74            | ausgeschieden | ausgeschieden | ausgeschieden | ausgeschieden | ausgeschieden | ausgeschieden | 74   |